# ブレンステッド-ローリーの酸塩基理論
化学において、ブレンステッド-ローリーの酸塩基理論（ブレンステッド-ローリーのさんえんきりろん、Brønsted–Lowry acid-base theory）とは、酸塩基理論の一つで、1923年にヨハンス・ブレンステッドとマーチン・ローリーによってそれぞれ独立に提案された。この理論では、ブレンステッド酸となる分子またはイオンは水素イオン（プロトン）を失うまたは供与するもの、ブレンステッド塩基となる分子またはイオンは水素イオンを得るまたは受容するものと定義している。

水は酸と塩基の両者である。片方のH_{2}Oが塩基としてH^{+}を得、H_{3}O^{+}を形成し、もう一方のH_{2}Oは酸としてH^{+}を失い、OH^{-}を形成する。

## 酸と塩基の性質
物質が酸として振る舞うとプロトンを供与し、必然的に塩基はプロトンを受容する。ブレンステッド-ローリーの概念は以下の反応で定義することができる。
酸 + 塩基  共役塩基 + 共役酸
共役塩基はプロトンを失った後のイオンまたは分子で、共役酸は塩基からプロトンを受容した後の化学種である。反応は前方にも後方にも進めることができ、その都度、酸はプロトンを塩基へ供与する。
水は両性物質であり、酸としても塩基としても振る舞うことができる。酢酸と水では水は塩基として作用する。
{\displaystyle {\ce {CH3COOH\ +H2O\ \rightleftarrows \ CH3COO^{-}\ +H3O+}}}
酢酸イオン {\displaystyle {\ce {CH3CO2^-}}} は酢酸の共役塩基で、ヒドロニウムイオン {\displaystyle {\ce {H3O^+}}} は水の共役酸である。
アンモニアと水では水は酸として作用する。
{\displaystyle {\ce {{H2O}+NH3<=>\ {OH^{-}}+NH4^{+}}}}
この反応ではH2OはNH3にプロトンを供与している。水酸化物イオンは水の共役塩基で、アンモニウムイオンはアンモニアの共役酸である。
塩酸のような強酸ではプロトンは完全に分離しており、酢酸のような弱酸では一部分のみが分離している。酸解離定数 pKa は酸の強弱を定量的に表す指標の一つである。
無機酸やスルホン酸、リン酸、炭酸、アミン、カルバニオン、1,3-ジケトン（アセチルアセトン、アセト酢酸エチル、メルドラム酸）など、より広範囲の物質がブレンステッド-ローリーの定義で分類することができる。
塩基を電子対供与体と定義するルイス塩基は、電子対をプロトンに供与できるためブレンステッド塩基として作用できる。これは、ブレンステッド-ローリーの概念が水溶液に限定されないことを意味する。ドナー溶媒 S はプロトン受容体として作用する。
{\displaystyle {\ce {{AH}+S:\ <=>\ {A^{-}}+SH+}}}
酸塩基化学で典型的に用いられるジメチルスルホキシドや液体アンモニアなどのドナー溶媒は、酸素または窒素原子が孤立電子対を有し、プロトンと結合を形成することができる。

## ブレンステッド酸とルイス酸
いくつかのルイス酸（電子対受容体と定義）はブレンステッド酸として作用する。例えば、アルミニウムイオン Al3+ は水分子から電子対を受容する。
{\displaystyle {\ce {{Al^{3+}}{+}6H2O->Al(H2O)6{}^{3+}}}}
アクアイオンは弱いブレンステッド酸である。
{\displaystyle {\ce {Al(H2O)6{}^{3+}\ +H2O\rightleftarrows \ Al(H2O)5OH^{2+}\ +H3O^{+}}}}.....Ka = 1.7 x 10-5p>
全体の反応としてはアルミニウムイオンの加水分解である。
しかし、すべてのルイス酸がブレンステッド酸として作用するわけではない。マグネシウムイオンも同様にルイス酸として6個の水分子と反応する。
{\displaystyle {\ce {Mg^{2+}\ + 6H2O -> Mg(H2O)6^{2+}}}}
しかしアクアイオンのブレンステッド酸としての強さは無視できる程度である(Ka ~ 10-12)ため、この反応ではプロトンは交換されない。
ホウ酸は、解離しないがプロトンが実質的に塩基の水に作用する酸として、ブレンステッド-ローリーの概念の有効性の例証となっている。
{\displaystyle {\ce {B(OH)3\ +2H2O\ \rightleftarrows \ B(OH)4^{-}\ +H3O^{+}}}}
ここでホウ酸はルイス酸で、水分子の酸素から電子対を受容する。そして、2番目の水分子へプロトンが供与される。したがってブレンステッド酸として作用する。